# Gehlweiler
Gehlweiler – miejscowość i gmina w Niemczech, w kraju związkowym Nadrenia-Palatynat, w powiecie Rhein-Hunsrück, wchodzi w skład gminy związkowej Kirchberg (Hunsrück).